# Dhatrichia anderseni
Dhatrichia anderseni is een schietmot uit de familie Hydroptilidae. De soort komt voor in het Afrotropisch gebied.